# Видаль, Марк
Марк Вида́ль (фр. Marc Vidal; род. 3 июня 1991, Сент-Африк) — французский футболист, вратарь клуба «Безье».

## Карьера

### Клубная
Марк Видаль — воспитанник футбольного клуба «Тулуза». Дебютировал в команде 14 февраля 2010 года в матче Чемпионата Франции против «Лорьяна».
Этот матч остался для голкипера единственным в сезоне.
В сезоне 2010/11 Видаль сыграл за «Тулузу» 2 матча, и оба не полностью. На 85-й минуте встречи с «Лиллем», состоявшейся 13 февраля 2011 года он заменил Матье Вальверда, а выйдя неделей позже в стартовом составе на игру против «Ренна», был заменён на Али Аамада за 3 минуты до конца встречи при счёте 1:1.
В следующих 2 сезонах Аамада оставался основным вратарём «Тулузы», Видаль же игровой практики в Лиге 1 не получал.

### В сборной
Марк Видаль выступал за юношеские сборные Франции, начиная с команды до 18 лет. В составе сборной до 19 лет принимал участие в победном для французов чемпионате Европы—2010, но на турнире ни одного матча не сыграл. За сборную не старше 20 лет провёл 1 товарищеский матч и в заявку команды на чемпионат мира—2011 не попал.

## Статистика
| Клуб             | Сезон            | Национальный чемпионат | Национальный чемпионат | Национальный чемпионат | Национальные кубки | Национальные кубки | Еврокубки | Еврокубки | Всего | Всего |
| Клуб             | Сезон            | Лига                   | Игры                   | Голы                   | Игры               | Голы               | Игры      | Голы      | Игры  | Голы  |
| ---------------- | ---------------- | ---------------------- | ---------------------- | ---------------------- | ------------------ | ------------------ | --------- | --------- | ----- | ----- |
| Тулуза           | 2009/10          | Лига 1                 | 1                      | -1                     | 0                  | 0                  | 0         | 0         | 1     | -1    |
| Тулуза           | 2010/11          | Лига 1                 | 2                      | -2                     | 0                  | 0                  | 0         | 0         | 2     | -2    |
| Тулуза           | 2011/12          | Лига 1                 | 0                      | 0                      | 0                  | 0                  | 0         | 0         | 0     | 0     |
| Тулуза           | 2012/13          | Лига 1                 | 0                      | 0                      | 0                  | 0                  | 0         | 0         | 0     | 0     |
| Всего за карьеру | Всего за карьеру | Всего за карьеру       | 3                      | −3                     | 0                  | 0                  | 0         | 0         | 3     | −3    |

## Достижения
Юношеская сборная Франции (до 19 лет)
- Чемпион Европы среди юношей: 2010